# Joe Jensen
Joseph Paul Jensen (Maple Grove, 17 febbraio 1987) è un ex hockeista su ghiaccio statunitense, di ruolo attaccante. In carriera vanta sei apparizioni in National Hockey League.

## Carriera
Joe Jensen iniziò la propria carriera nel campionato giovanile della USHL con la maglia dei Sioux Falls Stampede. Dopo due stagioni si iscrisse alla St. Cloud State University, istituto appartenente al campionato della NCAA; in quattro stagioni totalizzò 153 presenze e mise a segno 100 punti, frutto di 45 reti e 55 assist. Nel Draft 2003 su selezionato in 232ª posizione assoluta dai Pittsburgh Penguins.
Nel 2006 entrò nell'organizzazione dei Penguins, e fu inserito nel roster della formazione affiliata in American Hockey League dei Wilkes-Barre/Scranton Penguins. Fino al gennaio del 2008 alternò presenze con la maglia dei Penguins in AHL con quelle della formazione affiliata in ECHL dei Wheeling Nailers. Il 28 gennaio 2008 Jensen fu ceduto dai Penguins ai Carolina Hurricanes in cambio di David Gove.
Dopo essere entrato nell'organizzazione degli Hurricanes Jensen ebbe l'opportunità di esordire in National Hockey League nel febbraio dello stesso anno, segnando la rete decisiva il 19 marzo 2008 nella partita contro gli Atlanta Thrashers. Dopo l'esperienza con gli Hurricanes Jensen disputò 63 incontri in AHL con la formazione affiliata degli Albany River Rats, raccogliendo 26 punti. Nel febbraio del 2009 fu coinvolto in un incidente con il pullman della squadra e fu portato all'ospedale per accertamenti. Fu costretto a terminare anticipatamente la stagione a causa di una commozione cerebrale e per poter recuperare dall'infortunio saltò l'intera stagione 2009-2010.
Ristabilitosi dall'infortunio nel 2010 fu ingaggiato dall'HC Val Pusteria, squadra della Serie A italiana. Dopo aver vinto una Coppa Italia ed una Supercoppa, oltre ad aver raggiunto due finali scudetto consecutive, Jensen fu riconfermato anche per la stagione 2012-13. Nel 2013 si trasferì nella EIHL inglese presso i Nottingham Panthers. Tuttavia nel gennaio del 2014 Jensen decise di lasciare i Panthers e ritirarsi dall'attività agonistica.

## Palmarès

### Club
- Coppa Italia: 1

Val Pusteria: 2010-2011
- Supercoppa italiana: 1

Val Pusteria: 2011